# Ленго (пролив)
Пролив Ленго (англ. Lengo Channel) разделяет мыс Тайву на северо-востоке острова Гуадалканал и Флоридские острова в архипелаге Соломоновы острова. Пространство между указанными объектами в нескольких местах продольно пересечено рифами, которые формируют собой границы сразу трёх небольших проливов: Нггела, Силарк и Ленго. Эти проливы соединяют между собой более крупные проливы Железных днищ и Индиспенсейбл.
Пролив Ленго самый южный из них. Глубина Ленго варьируется от 33 до 55 метров, ширина — от 5,5 до 7,4 километра. Многочисленные реки, впадающие в него со стороны острова Гуадалканал, делают его воду прозрачной, обнажая все отмели.